# Meridiano 127 E
O meridiano 127 E é um meridiano que, partindo do Polo Norte, atravessa o Oceano Ártico, Ásia, Oceano Pacífico, Oceano Índico, Austrália, Oceano Antártico, Antártida e chega ao Polo Sul. Forma um círculo máximo com o Meridiano 53 W.
Começando no Polo Norte, o meridiano 127º Este tem os seguintes cruzamentos:
| País, território ou mar | Notas |
| ----------------------- | --- |
| Oceano Ártico           | |
| Mar de Laptev           | |
| Rússia                  | Iacútia - Ilhas no delta do rio Lena e continente Oblast de Amur                                                            |
| China                   | Heilongjiang Jilin Heilongjiang - cerca de 10 km Jilin                                                                      |
| Coreia do Norte         | |
| Coreia do Sul           | Passa em Seul |
| Mar da China Oriental   | Passa a leste da ilha Jeju, Coreia do Sul · Passa a oeste da ilha Tonakijima, Japão · Passa a leste da ilha Kumejima, Japão |
| Oceano Pacífico         | Mar das Filipinas - passa a leste das Ilhas Talaud, Indonésia                                                               |
| Mar das Molucas         | Passa a oeste da ilha Latalata · Passa a oeste da ilha Kasiruta, Indonésia                                                  |
| Mar de Ceram            | |
| Indonésia               | Ilha Buru |
| Mar de Banda            | Passa a leste da ilha Wetar, Indonésia · Passa a oeste da ilha Kisar, Indonésia                                             |
| Timor-Leste             | |
| Mar de Timor            | |
| Austrália               | Austrália Ocidental |
| Oceano Índico           | |
| Oceano Antártico        | |
| Antártida               | Território Antártico Australiano, reivindicado pela Austrália                                                               |